# Arthuria catenulata
Arthuria catenulata är en svampart som beskrevs av H.S. Jacks. & Holw. 1931. Arthuria catenulata ingår i släktet Arthuria och familjen Phakopsoraceae.   Inga underarter finns listade i Catalogue of Life.